# Pod Záhumienkami
Pod Záhumienkami este o arie protejată (arie specială de conservare — SAC, sit de importanță comunitară — SCI) din Slovacia întinsă pe o suprafață de 34,94 ha, integral pe uscat.

## Localizare
Centrul sitului Pod Záhumienkami este situat la coordonatele 48°47′05″N 22°16′32″E / 48.784601°N 22.275684°E.

## Înființare
Situl Pod Záhumienkami a fost declarat sit de importanță comunitară în decembrie 2021.

## Biodiversitate
Situată în ecoregiunea alpină, aria protejată conține 1 habitat natural: Fânețe de joasă altitudine (Alopecurus pratensis, Sanguisorba officinalis).
La baza desemnării sitului se află un număr nedeclarat de specii protejate.